# Vau
Pour les articles ayant des titres homophones, voir VO, Vaud, Vaux, Vaulx, Veau (homonymie) et wikt:vau.
Vau est une freguesia portugaise du district de Leiria située dans la sous-région de l’Ouest.
Avec une superficie de 32,90 km2 et une population de 875 habitants (2001), la paroisse possède une densité de 26,6 hab/km2.

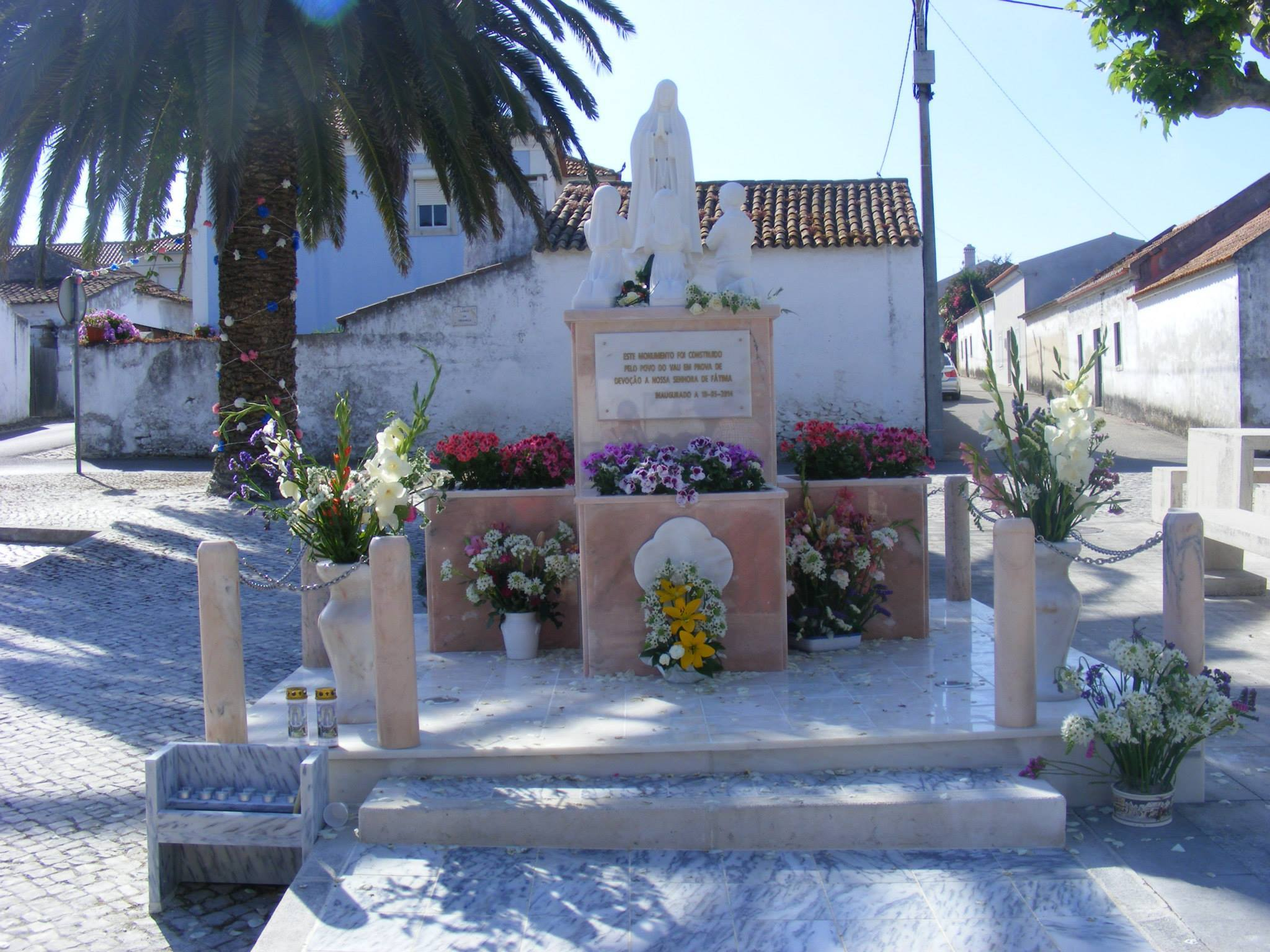
Nossa Senhora (Notre dame) de Fatima.

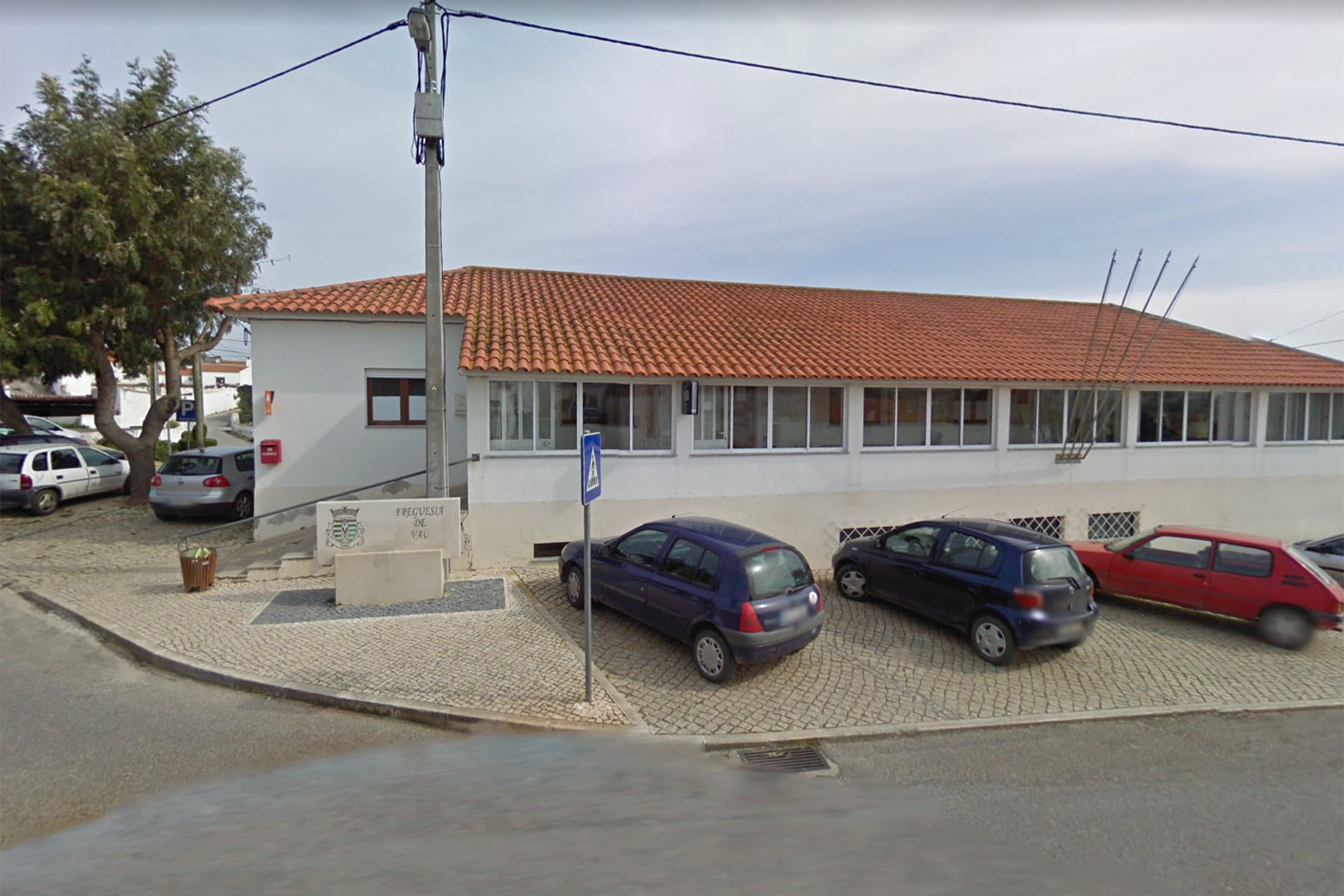
Junta de Freguesia (mairie) do Vau.